# UGC 6
NGC 6 es una galaxia localizada en la constelación de Piscis.